# Asunto de los estudios del agravio
El asunto de los estudios del agravio (en inglés: Grievance Studies affair), también conocido como Sokal al cuadrado (Sokal Squared, en referencia al original escándalo académico Sokal de 1996), o el asunto de Quejas Studies fue el proyecto de un equipo de tres autores (James A. Lindsay, Peter Boghossian, y Helen Pluckrose) para crear artículos académicos espurios y entregarlos a revistas especializadas en estudios culturales, queer, de raza, de género, de aceptación de la obesidad, y de la sexualidad. El intento de los autores con estos bulos fue exponer problemas en los llamados «estudios del agravio» (grievance studies), un término que los autores aplican a una subcategoría de estas áreas académicas, en donde, según afirman, «la ciencia deficiente está socavando el trabajo real e importante que se está realizando en otros lugares».
El bulo comenzó en 2017 y continuó en 2018, cuando fue detectado después de que uno de los documentos llamó la atención de los periodistas, quienes rápidamente encontraron que su supuesta autora, Helen Wilson, no existía. Esto atrajo una mayor atención por parte de los medios de comunicación, ya que el bulo fue expuesto más ampliamente por los noticieros.
Para el momento de la revelación, cuatro de sus 20 artículos habían sido publicados, tres habían sido aceptados pero aún no publicados, seis habían sido rechazados, y siete estaban todavía bajo revisión. Uno de los artículos publicados había ganado un reconocimiento especial.

## Cronología de los hechos
El 19 de mayo de 2017, la revista científica revisada por pares Cogent Social Sciences publicó «El pene conceptual como constructo social», que argumentaba que los penes no son masculinos, y son analizados mejor como constructos sociales. El mismo día, James A. Lindsay y Peter Boghossian lo revelaron como un bulo destinado a desacreditar los estudios de género, aunque Cogent Social Sciences no es exclusivamente una revista de estudios de género. Aunque la revista llevó a cabo un examen a posteriori, ambos autores concluyeron que el «impacto [del bulo] fue muy limitado, y que gran parte de la crítica que se hizo al respecto fue legítima».
Los autores afirmaron haber comenzado su segundo intento el 16 de agosto de 2017, con Helen Pluckrose uniéndose a ellos en septiembre. La nueva metodología requería la presentación de múltiples trabajos. Cada artículo se enviaría a «revistas de mayor rango»; si era rechazado, se utilizaba la retroalimentación del proceso de revisión por pares para revisar el artículo antes de enviarlo a una revista de menor rango. Este proceso era repetido hasta que el trabajo fuera aceptado, o hasta que los tres autores se rindieron con ese trabajo. La autoría de cada documento era ficticia, como «Helen Wilson» de «Portland Ungendering Research Initiative», o gente real dispuesta a prestar su nombre, como el Dr. Richard Baldwin, profesor emérito de historia del Gulf Coast State College.
A lo largo del proyecto se presentaron veinte trabajos y se hicieron cuarenta y ocho «nuevos envíos»" de los mismos. La primera aceptación, de «Reacciones humanas a la cultura de la violación y la performatividad queer en el Parque de los Perros», se consiguióp cinco meses después de que se iniciara el proyecto. Durante la revisión inicial por pares para su segundo y finalmente exitoso intento de publicación en Gender, Place & Culture, lo que los autores del bulo llamaron el artículo del «Parque del Perro» fue calificado por el primer revisor como «increíblemente innovador, rico en análisis, y extremadamente bien escrito y organizado». Otros artículos aceptados recibieron comentarios respetuosos similares.

### Descubrimiento de bulo
El proyecto estaba previsto que durara hasta el 31 de enero de 2019, pero llegó a un fin prematuro. El 7 de junio de 2018, la cuenta Twitter de New Real Peer Review descubrió uno de sus documentos. Esto llamó la atención de los reporteros de The College Fix, Reason y otros medios de comunicación que comenzaron a tratar de contactar con el falso autor y la revista en donde fue publicado. La revista Gender, Place & Culture publicó una nota el 6 de agosto de 2018, afirmando que sospechaban que «Helen Wilson» había violado su contrato de «no [fabricar] o [apropiarse indebidamente] de la identidad de nadie, incluida la [suya] propia», y añadiendo que «el autor no ha respondido a nuestra solicitud de proporcionarnos la documentación adecuada confirmando su identidad». Según el trío, otra revista y un reportero de El Wall Street Journal también estaban buscando confirmar la identidad de los autores por ese entonces, por lo que los autores consideraron que había llegado el momento adecuado de hacer público el asunto, revelando al periodista a principios de agosto que se trataba de un bulo.
Cuando el reportaje de The Wall Street Journal se hizo público el 2 de octubre, el trío publicó un ensayo que describía su proyecto, así como un archivo en Google Drive de la mayoría de sus documentos y correspondencia por correo electrónico que incluía comentarios de los examinadores. Simultáneamente, el documentalista Mike Nayna lanzó un vídeo en YouTube que reveló el trasfondo del proyecto; Nayna y el productor Mark Conway están trabajando en una película documental sobre el proyecto.

## Reacciones
El proyecto recibió tanto elogios como críticas. El investigador y profesor de Harvard, Yascha Mounk, bautizó el asunto como «Sokal al cuadrado», en referencia al famoso bulo conocido como escándalo Sokal perpetrado por Alan Sokal. Mounk describó el asunto así: «El resultado es hilarante y delicioso. También muestra un serio problema con grandes partes de la academia». El psicólogo de Harvard Steven Pinker dijo que el proyecto planteaba la siguiente pregunta: «¿Existe alguna idea tan descabellada que no se publique en una revista de Critica/Posmodernismo/Teoría identitaria?» En contraposición, Joel P. Christensen y Matthew A. Sears, ambos profesores asociados, se refirieron al proyecto como «el equivalente académico de los éxitos fraudulentos sobre Planificación Familiar» producidos en 2015, más interesados en la publicidad que en la argumentación válida.

### Respuestas de los editores de las revistas
Ann Garry, una coeditora de Hypatia, que había aceptado uno de los artículos falsos, «Cuando la broma es sobre ti», que pretendía ser una crítica feminista de los bulos, pero todavía no había sido publicado, dijo que se sentía «profundamente decepcionada» por el engaño. Garry declaró al New York Times que «Los revisores dedican mucho tiempo y esfuerzo en escribir revisiones significativas, y la idea de que individuos presenten material académico fraudulento viola muchas normas éticas y académicas». Nicholas Mazza, editor del Journal of Poetry Therapy, dijo: «Aunque se aprendió algo valioso con respecto a la autenticidad de los artículos/autores, cabe señalar que los autores del “estudio” claramente se embarcaron en una investigación defectuosa y poco ética».

### Elogio
Yascha Mounk de la Universidad Johns Hopkins dijo que, mientras los autores no recibieron ningún favor para preparar el bulo, demostraron maestría en la jerga posmoderna, y no solo ridiculizaron las revistas en cuestión, sino que, lo que es más importante, sacaron a relucir el doble rasero de los estudios de género, que acogen con agrado los bulos contra los campos «moralmente sospechosos», como la economía, pero son incapaces de aceptar una crítica de sus propios métodos. También señaló «la gran cantidad de solidaridad tribal que se ha producido entre los izquierdistas y académicos» y el hecho de que muchas de las reacciones fueron puramente ad hominem, por otra parte pocos críticos señalaron que, de hecho, existe un problema real puesto de relieve por el bulo»: «Algunas de las revistas más importantes en áreas como los estudios de género fracasaron en distinguir entre la verdadera erudición y la intelectualmente vacua, así como la basura moralmente problemática». Mounk también contrarrestó las críticas que el trío recibió sobre la falta de controles como un «intento confuso de importar estadísticas a una cuestión en la que no se aplica».
Justin E. H. Smith defendió la provocación y dio ejemplos del pasado en los que se utilizaron bulos para revelar prácticas científicas deficientes en campos respetados. En The Chronicle of Higher Education, Heather E. Heying señaló que el bulo ayudó a exponer muchas patologías de las ciencias sociales modernas, como el «repudio de la ciencia y la lógica» y el «elogio del activismo por encima de la investigación».
Después de que la Universidad de Portland iniciara una investigación sobre la mala conducta en la investigación, con el pretexto de llevar a cabo investigaciones en seres humanos sin aprobación, y considerando además el cargo de fabricar datos, un número de prominentes académicos enviaron cartas de apoyo a Boghossian y defendieron el motivo del bulo, incluyendo a Steven Pinker, así como estudiantes de la universidad. Richard Dawkins, en referencia a la Rebelión en la Granja de George Orwell, escribió:

¿Desean sus colegas sin sentido del humor que iniciaron esta acción, que la Universidad de Portland se convierta en el hazmerreír del mundo académico? ¿O al menos el mundo de la erudición científica seria, no contaminada por charlatanes pretenciosos de exactamente la clase que el Dr. Boghossian y sus colegas estaban satirizando? ... ¿Cómo reaccionarían si vieran la siguiente carta? «Estimado Sr. Orwell, nos hemos dado cuenta de que su novela, Rebelión en la granja, atribuye a los cerdos la capacidad de hablar y de caminar sobre sus patas traseras, cantando: “Cuatro patas buenas, dos patas mejores“. Esto es directamente contrario a los hechos zoológicos conocidos sobre la Familia Suidae, y por lo tanto le acusamos de falsificar datos...»

Jonathan Haidt defendió el bulo diciendo:

El proyecto se llevó a cabo porque existe una larga y colosal violación de la integridad académica en algunos departamentos de la academia. Existe una norma disciplinaria en algunos campos y revistas de publicación de artículos que adoptan una posición moral/política particular, independientemente de que tengan o no méritos académicos. Ese fue el punto de Alan Sokal en su artículo falso: mientras parecía estar tomando un punto de vista construccionista social, no importaba que los editores no lograran entender lo que él había escrito. El bulo de los estudios de reivindicaciones muestra que este problema persiste, a través de múltiples revistas en varios campos. Boghassian y sus colegas emprendieron un proyecto largo, que consumía mucho tiempo y arriesgaba su carrera para defender la integridad académica al exponer lo que es, probablemente, una subcultura académica que tolera el fraude intelectual.

### Críticas
Escribiendo para la revista Slate, Daniel Engber criticó el proyecto diciendo que «uno podría haber llevado a cabo esta operación en casi cualquier disciplina empírica y obtener el mismo resultado». De manera similar, la profesora de Estudios de la Mujer de la Universidad de Harvard, Sarah Richardson, criticó a los bromistas por no incluir un grupo de control en su experimento, diciendo a BuzzFeed News que «Según sus propios estándares, no podemos concluir científicamente nada de ello». La revista n+1 publicó un artículo crítico en el que citaba una encuesta realizada por el escritor científico Jim Schnabel sobre los intentos de engaños similares, resumiendo la conclusión de Schnabel como «El público educado toma una decisión basada no en los méritos científicos del bulo, sino en la ortodoxia relativa del engañador y del engañado. En efecto, el resultado del truco es decidido de antemano por las relaciones de poder del sector». El artículo continúa explicando que la ortodoxia relativa en este caso no era «una ortodoxia de legitimidad científica sino más bien el consenso emergente de los hermanos tecnológicos, los multimillonarios de Davos y los misóginos de la derecha alternativa».
Carl T. Bergstrom, quien escribe en The Chronicle of Higher Education, dice que «los bromistas parecen ser tristemente ingenuos sobre cómo funciona realmente el sistema». La revisión por pares no está diseñada para eliminar el fraude o incluso las ideas absurdas, afirmó, y la réplica conducirá a la autocorrección. En el mismo artículo, David Schieber afirmó ser uno de los revisores de «Rubbing One Out», y que los bromistas selectivamente citaron de su revisión. «Estaban convirtiendo mi intento de ayudar a los autores de un trabajo rechazado en una acusación de mi campo y de la revista para la que revisé, a pesar de que rechazamos el trabajo».
Un número de profesores de la Universidad Estatal de Portland firmaron una carta abierta en la que acusaban al trío de explotar a «periodistas crédulos interesados principalmente en el espectáculo» para cometer fraude académico y deshonestidad. «El rencor básico y un interés perverso en la humillación pública parecen haber anulado cualquier objetivo académico real». Los autores pidieron permanecer en el anonimato, alegando que Boghossian había atacado a académicos de otras instituciones y que probablemente recibirían «amenazas de muerte y asalto de trolls en línea».

## Lista de artículos falsos

### Aceptados y publicados
- Helen Wilson (pseudónimo) (2018). «Human reactions to rape culture and queer performativity at urban dog parks in Portland, Oregon». Gender, Place & Culture: 1-20. doi:10.1080/0966369X.2018.1475346.
- Richard Baldwin (identidad prestada) (2018). «Who Are They to Judge? Overcoming Anthropometry and a Framework for Fat Bodybuilding». Fat Studies 7 (3): i-xiii. doi:10.1080/21604851.2018.1453622.
- M. Smith (pseudónimo) (2018). «Going in Through the Back Door: Challenging Straight Male Homohysteria and Transphobia through Receptive Penetrative Sex Toy Use». Sexuality & Culture 22 (4): 1542. doi:10.1007/s12119-018-9536-0.
- Richard Baldwin (identidad prestada) (2018). «An Ethnography of Breastaurant Masculinity: Themes of Objectification, Sexual Conquest, Male Control, and Masculine Toughness in a Sexually Objectifying Restaurant». Sex Roles 79 (11–12): 762. doi:10.1007/s11199-018-0962-0.

Tras el descubrimiento del engaño, los cuatro documentos fueron retirados.

### Aceptados pero no publicados
- Richard Baldwin (identidad prestada). «When the Joke Is on You: A Feminist Perspective on How Positionality Influences Satire». Hypatia.
- Carol Miller (pseudónimo). «Moon Meetings and the Meaning of Sisterhood: A Poetic Portrayal of Lived Feminist Spirituality». Journal of Poetry Therapy.
- Maria Gonzalez, y Lisa A. Jones (pseudónimos). «Our Struggle is My Struggle: Solidarity Feminism as an Intersectional Reply to Neoliberal and Choice Feminism». Affilia.

### Revisados y enviados
- Richard Baldwin (identidad prestada). «Agency as an Elephant Test for Feminist Porn: Impacts on Male Explicit and Implicit Associations about Women in Society by Immersive Pornography Consumption». Porn Studies.
- Maria Gonzalez (pseudónimo). «The Progressive Stack: An Intersectional Feminist Approach to Pedagogy». Hypatia.
- Stephanie Moore (pseudónimo). «Super-Frankenstein and the Masculine Imaginary: Feminist Epistemology and Superintelligent Artificial Intelligence Safety Research». Feminist Theory.
- Maria Gonzalez (pseudónimo). «Stars, Planets, and Gender: A Framework for a Feminist Astronomy». Women's Studies International Forum.

### Bajo revisión
- Carol Miller (pseudónimo). «Strategies for Dealing with Cisnormative Discursive Aggression in the Workplace: Disruption, Criticism, Self-Enforcement, and Collusion». Gender, Work and Organization.

### Rechazados
- Lisa A. Jones (pseudónimo). «Rubbing One Out: Defining Metasexual Violence of Objectification Through Nonconsensual Masturbation». Sociological Theory.
- Carol Miller (pseudónimo). «My Struggle to Dismantle My Whiteness: A Critical-Race Examination of Whiteness from within Whiteness». Sociology of Race and Ethnicity.
- Carol Miller (pseudónimo). «Queering Plato: Plato's Allegory of the Cave as a Queer-Theoretic Emancipatory Text on Sexuality and Gender». GLQ: A Journal of Gay and Lesbian Studies.
- Richard Baldwin (identidad prestada). «"Pretty Good for a Girl": Feminist Physicality and Women's Bodybuilding». Sociology of Sport Journal.
- Richard Baldwin (identidad prestada). «Grappling with Hegemonic Masculinity: The Roles of Masculinity and Heteronormativity in Brazilian Jiu Jitsu». International Review for the Sociology of Sport.
- Richard Baldwin (identidad prestada). «Hegemonic Academic Bullying: The Ethics of Sokal-style Hoax Papers on Gender Studies». Journal of Gender Studies.
- Richard Baldwin (identidad prestada). «Self-Reflections on Self-Reflections: An Autoethnographic Defense of Autoethnography». Journal of Contemporary Ethnography.
- Brandon Williams (pseudónimo). «Masculinity and the Others Within: A Schizoethnographic Approach to Autoethnography». Qualitative Inquiry.
- Helen Wilson (pseudónimo). «Rebraiding Masculinity: Redefining the Struggle of Women Under the Domination of the Masculinity Trinity». Signs.